# Estadio Takhti (Tabriz)
El Estadio Takhti (en persa: ورزشگاه تختي‎) es un estadio multiuso ubicado en la ciudad de Tabriz en Irán.

## Historia
El estadio fue construido en 1949 con el nombre Estadio Bagh Shomal (en persa: ورزشگاه باغ شمال‎) y fue una de las sedes que se usaron en la Copa Asiática 1976 en la que Irán fue el país organizador.
Cuenta con capacidad para 25.000 espectadores y desde 1969 es la sede del Machine Sazi FC; y también de 1970 a 1996 fue la sede del Tractor Sazi FC de la Iran Pro League hasta que se mudaron al Estadio Tractor.
También ha sido remodelado en dos ocasiones y en ese estadio fue donde la selección nacional ha conseguido su mayor victoria cuando el 24 de noviembre de 2000 vencieron a Guam 19-0.

## Partidos Importantes

### Copa Asiática 1976
| Fecha              | Local  | Resultado | Visita  |
| ------------------ | ------ | --------- | ------- |
| 3 de junio de 1976 | Kuwait | 2-0       | Malasia |
| 5 de junio de 1976 | China  | 1-1       | Malasia |
| 7 de junio de 1976 | China  | 0-1       | Kuwait  |

### Selección nacional
El Estadio Takhti ha sido utilizado para partidos de la selección nacional, incluyendo los partidos de la primera ronda eliminatoria al mundial de Corea y Japón 2002, así como de la Copa LG de 2002, donde enfrentó a Paraguay, Marruecos y Sudáfrica. También ha sido la sede para partidos amistosos de la selección nacional.
| Fecha                   | Local | Resultado | Visita               | Evento                    |
| ----------------------- | ----- | --------- | -------------------- | ------------------------- |
| 1976                    | Irán  | 1-1       | Equipo de Azerbaiyán | Amistoso                  |
| 17 de mayo de 1996      | Irán  | 2-0       | Catar                | Amistoso                  |
| 21 de abril de 1997     | Irán  | 3-0       | Kenia                | Amistoso                  |
| 24 de noviembre de 2000 | Irán  | 19-0      | Guam                 | Eliminatoria Mundial 2002 |
| 28 de noviembre de 2000 | Irán  | 2-0       | Tayikistán           | Eliminatoria Mundial 2002 |
| 2002                    | Irán  | 1-1       | Marruecos            | 2002 LG Cup               |
| 2002                    | Irán  | 1-1       | Paraguay             | 2002 LG Cup               |

### Otros Partidos Entre Selecciones
| Fecha                   | Local      | Resultado | Visita   | Evento                    |
| ----------------------- | ---------- | --------- | -------- | ------------------------- |
| 26 de noviembre de 2000 | Tayikistán | 16-0      | Guam     | Eliminatoria Mundial 2002 |
| 2002                    | Marruecos  | ?         | Paraguay | 2002 LG Cup               |